# Hans von und zu Aufseß
Hans Philipp Werner, Freiherr von und zu Aufseß, né le 7 septembre 1801 et mort le 6 mai 1872, est un baron bavarois, antiquaire et fondateur du Germanisches Nationalmuseum à Nuremberg.

## Biographie
Né au château d'Unteraufseß dans la famille noble Aufseß, il étudie le droit à Erlangen et travaille à la cour de Bayreuth et Gräfenberg. Il obtient son doctorat en droit en 1822 et quitte la fonction publique pour se consacrer à l'administration du domaine familial et à l'étude de l'antiquité allemande. Il se constitue une importante bibliothèque et une collection d'œuvres d'art. Ses recherches généalogiques sur l'histoire de sa famille sont publiées en 1838.
Ses études antiquaires sont influencées par les idéaux du romantisme et du nationalisme allemand naissant de l'époque. À partir de 1832, il coédite la revue Anzeiger für Kunde der deutschen Vorzeit. À partir de 1846, von Aufseß se consacre à la création d'un musée de l'antiquité allemande. Il s'installe à Nuremberg en 1848 et y travaille pendant plusieurs années, jusqu'à la fondation du Musée germanique (Germanisches Museum) en 1852, dont il est le directeur jusqu'en 1862. C'est à ce moment qu'il prend sa retraite et passe ses dernières années dans un domaine à Kressbronn am Bodensee. Il meurt à Münsterlingen, dans le canton de Thurgovie, succombant aux blessures qu'il subit d'une foule d'étudiants en colère lors de la cérémonie d'ouverture de l'Université de Strasbourg en raison d'une erreur d'identité, étant pris pour un "francophile".
Un petit-neveu, Hans Max, Freiherr von und zu Aufseß (1906-1993), également connu sous le nom de Baron von Aufsess, est administrateur en chef de Jersey, pendant l'Occupation des îles Anglo-Normandes (1942-1945).